# 유닉스 시스템 V

유닉스 계통 구조

유닉스 시스템 V(UNIX System V) 또는 간단히 SysV는 유닉스 운영 체제의 최초 상용 버전 가운데 하나이다. 원래 AT&T가 개발하였다가 1983년에 처음 출시하였다. 시스템 V의 4가지 주된 버전이 "릴리즈 1, 2, 3, 4"라는 이름으로 출시되었다. 시스템 V 릴리즈 4, 곧 SVR4는 상업적으로 가장 성공한 버전이 되었다.

## 출시 버전
- SVR1: 1983년 1월 출시된 유닉스 시스템 III로 불리는 시스템 V
- SVR2: 1984년 4월 출시
- SVR3: 1986년 출시
- SVR4: 1988년 10월 18일 출시
- SVR5: 1997년 개발
- SVR6: 2004년 말 출시 예정이었으나 취소되었다.[1] 64비트 지원 예정이었다.[2]